# 聖科斯馬斯和達米安教堂

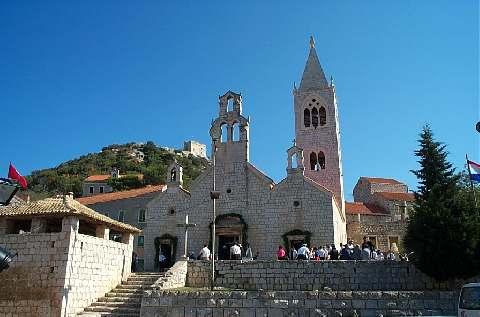

聖科斯馬斯和達米安教堂是位於克羅埃西亞拉斯托沃島的一個教堂。教堂的歷史可以追溯至14世紀。